# Несмеяновка (Самарская область)
Несмеяновка — село в Алексеевском районе Самарской области. Входит в состав сельского поселения Алексеевка.

## География
Расположено на реке Ветлянка (приток реки Съезжая), в 18 км к западу от центра сельского поселения села Алексеевка.

## Население
| 1986 | 2002 | 2010 | 2014 | 2015 |
| ---- | ---- | ---- | ---- | ---- |
| 351  | ↗352 | ↘243 | ↘238 | ↗337 |

Национальный состав
Согласно результатам переписи 2002 года, в национальной структуре населения русские составляли 91 % от жителей.